# Délégation de l'Union européenne au Japon
La délégation de l'Union européenne au Japon représente l'Union européenne au Japon, travaillant en collaboration avec les ambassades et consulats des 27 États membres de l'UE.

## Rôle
La délégation de l'Union européenne présente et explique le politique de l'UE, à la fois auprès du gouvernement japonais et auprès de la Diète. Elle analyse également la situation politique, sociale et économique au Japon.

## Historique
L’Union européenne entretient des relations diplomatiques avec le Japon depuis 1959, mais la première une présence permanente européenne date de 1974 ; les relations diplomatiques de l'UE et du Japon sont basées sur un plan d'action datant de 2001 tandis qu'un accord de partenariat économique nommé provisoirement « accord de partenariat stratégique » est en négociations depuis mars 2013.

## Équipe
L'ambassadeur Jean-Eric Paquet est à la tête de la délégation. À ce titre, il représente le président de la Commission européenne Ursula von der Leyen, et le président du Conseil européen Charles Michel, sous l'autorité du Haut Représentant de l'Union pour les affaires étrangères et la politique de sécurité et vice-président de la Commission, Josep Borrell.

## Compléments